# برايان بوسورث
برايان بوسورث (بالإنجليزية: Brian Bosworth)‏ هو لاعب كرة قدم أمريكية وممثل أمريكي، ولد في 9 مارس 1965 في أوكلاهوما سيتي في الولايات المتحدة. من الجوائز التي نالها Butkus Award ‏ سنة 1985 سنة 1986.

## أعمال

### أفلام
- (1999) ثلاثة ملوك[11]
- (2005) أطول يارد[12]

### مسلسلات
- ميامي

## جوائز وترشيحات
جوائز
- Butkus Award [الإنجليزية]‏ (1985)
- Butkus Award [الإنجليزية]‏ (1986)

ترشيحات
- جائزة التوتة الذهبية لأسوأ نجم حديث العهد [الإنجليزية]‏ (1991)

## وصلات خارجية
- برايان بوسورث على موقع مرجع كرة القدم المحترفة.كوم (الإنجليزية)
- برايان بوسورث على موقع IMDb (الإنجليزية)
- برايان بوسورث على موقع ألو سيني (الفرنسية)
- برايان بوسورث على موقع أول موفي (الإنجليزية)
- برايان بوسورث على موقع قاعدة بيانات الأفلام السويدية (السويدية)
- برايان بوسورث على موقع إن إن دي بي (الإنجليزية)
- برايان بوسورث على موقع قاعدة بيانات الفيلم (الإنجليزية)
- برايان بوسورث على موقع كينوبويسك (الروسية)